# 아이리스 애퍼타우
아이리스 애퍼타우(영어: Iris Apatow, 2002년 10월 12일 ~ )는 미국의 배우이다. 영화 감독 저드 애퍼타우와 레슬리 맨의 차녀이며, 모드 애퍼타우의 동생이다. 아버지 저드 애퍼타우의 영화에 조역으로 출연하다가 넷플릭스의 드라마 시리즈 《러브》에서 조금 비중 있는 역할을 연기하였다.

## 출연작 목록

### 영화
| 연도    | 제목         | 원제         | 배역            | 비고 |
| ------- | ------------ | ------------ | --------------- | ---- |
| 2007    | 사고친 후에  | Knocked Up   | 샬럿            |      |
| 2009    | 퍼니 피플    | Funny People | 잉그리드        |      |
| 2012    | 디스 이즈 40 | This Is 40   | 샬럿            |      |
| 2016-18 | 러브         | Love         | 아리아          | 조역 |
| 2022    | 더 버블      | The Bubble   | 크리스털 크리스 |      |